# USS Detroit (CL-8)
Lo USS Detroit fu un incrociatore leggero classe Omaha della United States Navy attivo dal 1922 al 1946, che servì nel teatro del Pacifico durante la seconda guerra mondiale. Fu la quarta nave militare statunitense a portare il nome della città di Detroit, Michigan.
Il Detroit fu varato il 29 giugno 1922 nei cantieri della Bethlehem Shipbuilding Corporation a Quincy (Massachusetts); madrina del varo fu la signorina Madeline Couzens, figlia del sindaco di Detroit James J. Couzens. Entrò in servizio il 31 luglio 1923 al comando del capitano J. Halligan, Jr.

## Storia

### Periodo fra le due guerre mondiali
Una volta entrato ufficialmente in servizio, il Detroit svolse un viaggio di collaudo nel mar Mediterraneo, al termine del quale si unì alla Scouting Fleet, una flotta composta prevalentemente di navi da battaglia obsolete che operava nell'oceano Atlantico, con la quale compì esercitazioni al largo della East Coast e, di nuovo, nel Mediterraneo. Fra il settembre e l'ottobre 1924, quattro velivoli appartenenti all'United States Army Air Service, la pionieristica aviazione dell'Esercito degli Stati Uniti, effettuarono la prima circumnavigazione aerea del globo e il Detroit li seguì per soccorrerli in caso di ammaraggio.
Al termine di questa missione, il Detroit fu designato nave ammiraglia del Comandante delle Divisioni Incrociatori Leggeri della US Navy. Rimase in questa veste fino al 23 novembre, quando si recò a Boston per lavori di ammodernamento che durarono fino al 2 febbraio, per poi svolgere altre esercitazioni in mare, stavolta al largo della West Coast e nelle acque circostanti le isole Hawaii. Tornata a Boston il 10 luglio, si riunì alla Scouting Fleet e prese il ruolo di ammiraglia della 3ª Divisione Incrociatori Leggeri, continuando poi ad addestrarsi in varie crociere fra la East Coast e i Caraibi. Fra il marzo e l'aprile 1927, il Detroit pattugliò il mare prospiciente il Nicaragua per proteggere gli interessi degli Stati Uniti nel paese, che stava attraversando un periodo di instabilità e turbolenze politiche.
L'incrociatore salpò da Boston il 16 giugno dello stesso anno, avendo assunto il ruolo di ammiraglia delle forze navali statunitensi in Europa. Visitò diversi porti nel Vecchio Continente, in Africa del Nord e in Medio Oriente, e accolse a bordo il presidente dello Stato Libero d'Irlanda e i re di Norvegia, Danimarca e Spagna. Oltre a questo, trasportò il segretario di Stato americano Frank B. Kellogg dall'Irlanda alla Francia nella cornice degli accordi internazionali che portarono al patto Briand-Kellogg.
L'incrociatore fece infine ritorno il 12 settembre 1928 a Norfolk (Virginia), dove si riunì per la terza volta alla Scouting Fleet e ritornò a svolgere, dal 6 luglio 1929 al 26 settembre 1930, il vecchio compito di nave ammiraglia delle Divisioni Incrociatori Leggeri. Nel gennaio 1931, salpò per Balboa per dei problemi della flotta lì presente. Quindi, il 19 marzo 1931, fu riassegnato come ammiraglia della Divisione Cacciatorpediniere della Battle Force, la flotta stazionata a San Diego (California). Nello stesso periodo, il comandante del Detroit divenne il capitano Nathan Post. Negli anni seguenti, il Detroit svolse perlopiù esercitazioni nelle acque circostanti le Hawaii e l'Alaska e, eccetto per una missione d'assistenza alla flotta atlantica nel 1934, rimase nell'oceano Pacifico, basato con il resto della Battle Fleet a San Diego.

### Seconda guerra mondiale
Nel 1941, fu trasferito a Pearl Harbor, ormeggiato accanto all'USS Raleigh (anch'esso un incrociatore della classe Omaha, come il Detroit) e alla ex-nave da battaglia USS Utah, impiegata come nave bersaglio. Il 7 dicembre 1941, una poderosa forza aerea giapponese attaccò la flotta statunitense all'ancora a Pearl Harbor, affondando la Utah e danneggiando il Raleigh. Nonostante ciò, il Detroit non fu colpito e poté sviluppare un notevole fuoco antiaereo che abbatté diversi aeroplani nipponici. Finito l'attacco, ed entrati gli Stati Uniti nella seconda guerra mondiale, il Detroit fu velocemente inviato ad ovest dell'isola hawaiana di Oahu per verificare che non ci fosse stato uno sbarco giapponese, per poi unirsi alla task force che stava dando invano la caccia alla flotta nemica da cui erano decollati gli aerei responsabili dell'attacco.
Il 10 dicembre, l'incrociatore fece ritorno nel porto devastato di Pearl Harbor e prese il ruolo di scorta dei convogli che facevano la spola fra le Hawaii e la West Coast. Durante uno di questi viaggi, prese in consegna dal sommergibile USS Trout 9 tonnellate di oro e 12 tonnellate di argento che erano state evacuate dall'isola Corregidor, nelle Filippine. Il prezioso carico fu trasportato a San Francisco e affidato al dipartimento del Tesoro. Nel settembre 1942, scortò due convogli alla Naval Station Tutuila di Pago Pago, nelle Samoa Americane; nel mentre, soccorse l'equipaggio di un idrovolante PBY Catalina che era stato costretto ad ammarare.
Il 10 novembre 1942, il Detroit salpò poi da San Francisco alla volta dell'Alaska per prendere il comando del Task Group 8.6 che pattugliava fra le isole di Adak e Attu, con lo scopo di contrastare l'offensiva giapponese nelle Isole Aleutine. Il 12 gennaio 1943, coprì lo sbarco degli statunitensi sull'isola di Amchitka, sulla quale si installò una base che doveva interrompere i rifornimenti dei giapponesi. Nel marzo e febbraio dello stesso anno, dovette essere riparato a Bremerton (Washington) per poi tornare ad interferire con il rifornimento delle truppe nemiche sulle isole di Attu e Kiska. In aprile, bombardò le spiagge dell'isola di Attu per coprire lo sbarco americano lì. In agosto, al comando del capitano H. G. Sickel, bombardò l'isola di Kiska quando anch'essa fu invasa - solo per accorgersi che nel frattempo era stata segretamente evacuata dai giapponesi.
Il Detroit rimase in Alaska fino al 1944, operando nella flotta che proteggeva le isole Aleutine occidentali. Nel giugno dello stesso anno, si unì alla Task Force 94 con la quale bombardò le isole Curili, in quel momento occupate dai giapponesi. Messo in sicurezza il teatro dell'Alaska, il Detroit lasciò Adak il 25 giugno e, dopo essere nuovamente stato riparato a Bremerton, navigò fino a Panama, attraccando a Balboa. Giunto il 9 agosto, assunse temporaneamente il comando della  Southeast Pacific Force e pattugliò le coste pacifiche dell'America del Sud fino al dicembre.
Terminata questa missione, si diresse a San Francisco, dove sostò fino al 16 gennaio 1945, quando ripartì diretta all'atollo di Ulithi, dove si unì alla Quinta Flotta. Comandò il gruppo navale che riforniva le veloci task force di portaerei fino alla fine della guerra, ed entrò nella baia di Tokyo il 1º settembre. Il Detroit fu una delle due navi americane che era presente sia all'attacco di Pearl Harbor che alla resa del Giappone (l'altra era la nave da battaglia West Virginia). Nonostante la fine della guerra, il Detroit continuò a scortare i convogli che rifornivano la flotta di occupazione, oltre a rimpatriare i prigionieri giapponesi detenuti nelle basi americane del Pacifico. Il 15 ottobre, il Detroit lasciò Tokyo gremito di militari statunitensi di ritorno in patria, nell'ambito dell'operazione Magic Carpet.
Finalmente, l'11 gennaio 1946, a Filadelfia, il Detroit fu ufficialmente posto in disarmo. Poco più di un mese dopo, il 27 febbraio, l'incrociatore fu venduto e rottamato.

## Decorazioni
L'USS Detroit fu decorato con sei service star.

## Eredità culturale
Il seamount Detroit, nella catena sottomarina Hawaii-Emperor, è dedicato all'incrociatore leggero descritto in questa voce.